# The Trolls (группа)
The Trolls (Тролли) — американский музыкальный коллектив, членами которого являются: Игги Поп, Уайти Кирст, Пит Маршал и Алекс Кирст. Группа, как таковая, впервые фигурировала на альбоме Игги Попа «Beat 'Em Up» (2001), и они также появились на 7 композициях его альбома «Skull Ring» (2003).

## Дискография
- Beat 'Em Up CD/LP (2001)
- Skull Ring CD/LP (2003)